# تولید درخت کریسمس

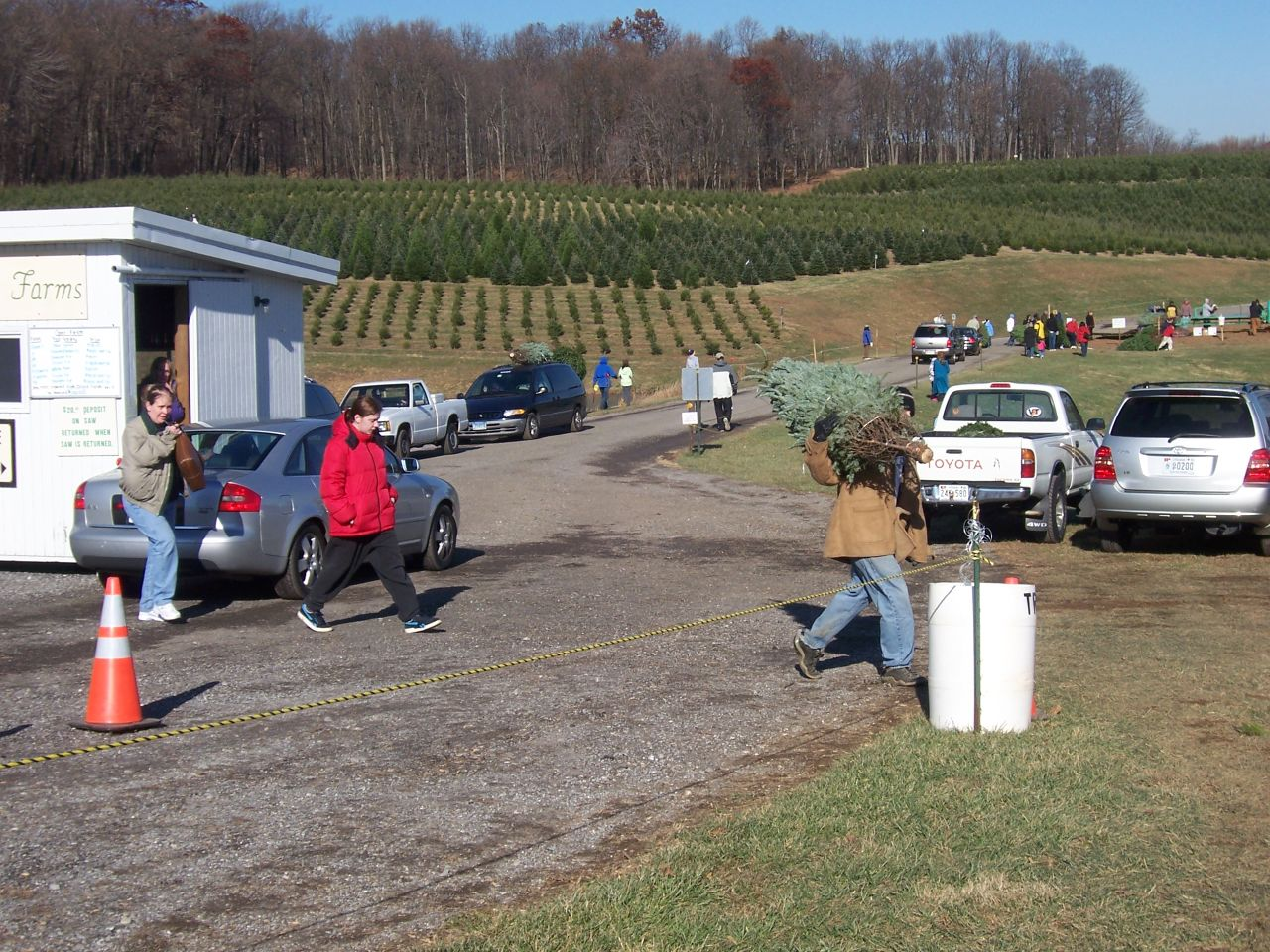
مشتریان یک درخت کریسمس برداشت شده را در یک مزرعه درخت کریسمس در ایالت مریلند ایالات متحده حمل می‌کنند.

تولید درخت کریسمس به‌طور جهانی در مزرعه‌های درخت‌های کریسمس رخ می‌دهد، از رشته‌های طبیعی کاج و نراد گرفته تا کارخانه‌های درخت مصنوعی. درخت‌های کریسمس از جنس کاج و نراد که به‌طور ویژه تنها برای درخت کریسمس به کار می‌روند، در مزرعه‌های کشورهای غربی گوناگونی مانند استرالیا، بریتانیا و ایالات متحده رشد می‌کنند. در استرالیا، این صنعت نسبتاً نو است و کشورهایی مانند آمریکا، آلمان و کانادا در جهان جزو بالاترین کشورها در تولید سالانه هستند.
بریتانیای کبیر سالانه ۸ میلیون درخت مصرف می‌کند و در آمریکا، در طول کریسمس میان ۳۵ تا ۴۰ میلیون درخت کریسمس فروخته می‌شود. در سال ۱۹۹۳، اقتصاددانان نخستین آمارگیری کشش قیمتی تقاضا برای بازار درخت طبیعی کریسمس را انجام دادند.

## تولید درخت طبیعی

### استرالیا
کشاورزی درخت کریسمس یک شغل نسبتاً جدید در استرالیا است که این صنعت تنها در اوایل قرن بیست و یکم رشد کرد. در مقایسه با کشورهای نیم‌کره شمالی، تولید درخت کریسمس در استرالیا تفاوت‌هایی دارد. فصل رشد متفاوت است زیرا برداشت در زمان‌های متفاوتی از سال انجام می‌شود، به این معنی که تجربیات در مورد کشاورزی در ایالات متحده و اروپا برای استرالیا دشوارتر است. تفاوت فصلی نیز بر هرس و برش محصول تأثیر می‌گذارد. تفاوت اصلی دیگر در پرورش درخت کریسمس در استرالیا، در نوع درخت رشد یافته‌است. کاج مونتری، که دیگر معمولاً برای درختان کریسمس در ایالات متحده و اروپا کشت نمی‌شود، در استرالیا محبوب است.

### اروپا

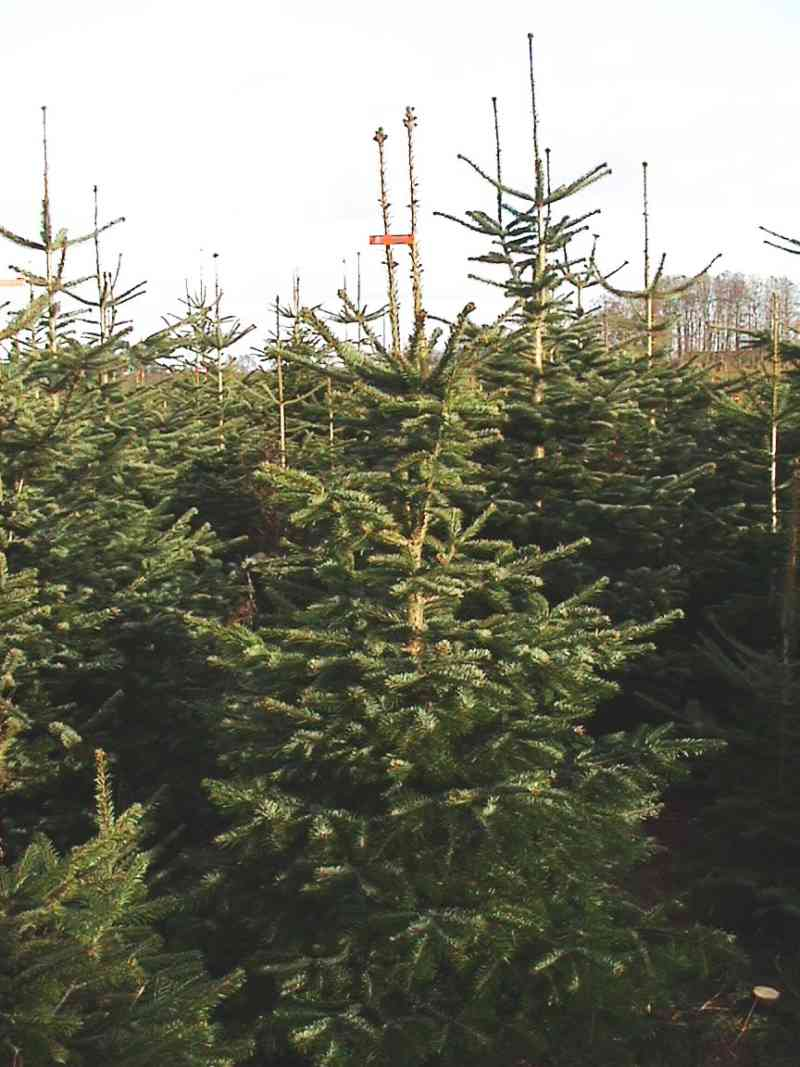
درختان نراد قفقازی در مزرعه درخت کریسمس در اروپا.

درخواست اروپایی‌ها برای درخت طبیعی حدود ۵۰ میلیون درخت سالانه است و در ایالات متحده این رقم تنها ۳۵ میلیون است. دانمارک یک تولیدکننده اصلی درخت طبیعی کریسمس است و حدود ۹۰ درصد درخت‌های تولیدشده به دیگر کشورهای اروپایی، مانند بریتانیا، فرانسه، آلمان و اتریش صادر می‌شود. در سال ۲۰۰۴ دانمارک ۱ میلیون درخت کریسمس به بریتانیا صادر کرد. فروش‌های درخت کریسمس در دانمارک حدود ۱٬۲ میلیارد کرون بود و از این مقدار، ۱٬۱ میلیارد آن حاصل صادرات بود.
تولیدکنندگان پیشرو اروپایی درختان کریسمس طبیعی در اروپای مرکزی و اروپای غربی هستند. برآوردهای سال ۲۰۱۸ نشان می‌دهد که آلمان سالانه ۱۸ میلیون درخت کریسمس تولید می‌کند، پس از آن ۶ میلیون درخت در فرانسه، ۱۰ میلیون درخت در دانمارک، ۵٬۲ میلیون درخت در بلژیک و ۴٬۴ میلیون درخت در بریتانیای کبیر تولید می‌شوند.
دانه‌هایی که برای رشد درختان کریسمس در کشورهای اروپایی به کار می‌روند، معمولاً از گرجستان (حدود ۹۰٪) می‌آیند. شرایط کاری بذرچین‌ها یک صنعت عمدتاً تنظیم‌نشده و نامرتب است که به یک نگرانی برای شرکت‌های اصلی خریدار بذر در دانمارک تبدیل شده‌است. رشد درختان کریسمس که در پایان به خانه‌های اروپا می‌رسد، توسط کارگرانی که توسط قوانین اتحادیه اروپا محافظت می‌شوند تولید می‌شود. هرچند، دانه‌هایی که در گرجستان کشت می‌شود تا برای تولید درختان به‌کار رود، توسط کارگرانی که در شرایط بسیار بدی زندگی می‌کنند کشت می‌شود.

### آمریکای شمالی
بیش از ۲۰٬۰۰۰ پرورش‌دهنده درخت کریسمس در آمریکای شمالی مشغول فعالیت هستند. بیش از ۹۵ درصد از درختانی که آن‌ها تولید می‌کنند، به‌طور مستقیم از مزارع فروخته یا ارسال می‌شوند. در هر یک میلیون جریب (۴۰۰۰ کیلومتر مربع) که در آن سالانه درخت کریسمس کاشته می‌شود، حدود ۲۰۰۰ درخت وجود دارد. شمار درخت‌هایی که باقی می‌مانند، بستگی به مکان برداشت میان ۷۵۰ تا ۱٬۵۰۰ است. چیزی بین ۶ تا ۱۰ سال میانگین از زمان کاشت طول می‌کشد تا درختان برای برداشت بالغ شوند و هر سال ۷۳ میلیون درخت نو کاشته می‌شود.
۳ منطقه اصلی در آمریکای شمالی وجود دارد که در آن درختان رشد می‌کنند: شمال غربی اقیانوس آرام، مناطق شمال شرقی کانادا و ایالات متحده، و منطقه آپالاچیان در کارولینای شمالی و ایالت‌های اطراف آن. صادرات آمریکای شمالی معمولاً بالاترین کیفیت را در بازارهای خارجی دارد.
درختان کریسمس سراسر ایالات متحده با شرایط متنوعی رشد می‌کنند و در تمامی ۵۰ ایالت آمریکا، شامل آلاسکا و هاوایی رشد می‌کنند. دیگر ایالات شمار کمتری از درختان را تولید می‌کنند. برای نمونه، در ایالت آلاباما حدود ۱۰۰ مزرعه درخت کریسمس وجود دارد که سالانه ۸۰۰ درخت تولید می‌کنند. در سال ۲۰۰۲ پنسیلوانیا بیشترین مزرعه درخت را در آمریکا با ۲٬۱۶۴ مزرعه داشت. با این حال، اورگن بیشترین زمین را برای کشت درخت کریسمس با ۶۷٬۸۰۰ جریب فرنگی (۲۷۴ کیلومتر مربع) اختصاص داده بود. میان سال‌های ۲۰۰۲ و ۲۰۱۲ در برخی ایالات مانند کنتاکی، مونتانا، لوئیزیانا، مینه‌سوتا و ویسکانسین تولید درخت کریسمس بیش از ۶۰ درصد افت کرده بود که در سال ۲۰۱۲ کمتر از ۹۹۴٬۵۹۴ درخت تولید کردند.
از ۴۰ میلیون درخت کریسمس طبیعی که هر ساله در آمریکای شمالی فروخته می‌شود، حدود ۵ تا ۶ میلیون آن در کانادا رشد می‌کنند. در انتاریو، بازارها عمدتاً تحت سلطه فروش درختان کاج اسکاتلندی و صنوبر سفید است.

## تولید درخت مصنوعی
بیشتر درختان کریسمس مصنوعی از پلاستیک‌های ۱۰۰ درصد بازیافت‌شده از مواد بسته‌بندی پی‌وی‌سی به‌کاربرده‌شده در چین ساخته شده‌اند. ترویج‌کنندگان درختان مصنوعی آنها را راحت، قابل استفاده دوباره و دارای کیفیت بهتر نسبت به درختان مصنوعی گذشته معرفی می‌کنند. حامیان همچنین خاطرنشان می‌کنند که برخی از ساختمان‌های آپارتمانی درختان طبیعی را به دلیل نگرانی‌های آتش‌سوزی ممنوع کرده‌اند.
همچنین یک بازار قوی برای درختان کریسمس مصنوعی در لهستان وجود دارد. تخمین زده می‌شود که ۲۰ درصد از تمام درختان کریسمس فروخته‌شده در لهستان مصنوعی هستند و بسیاری از آنها در داخل کشور توسط خانواده‌ها ساخته می‌شوند. یکی از تولیدکنندگان اظهار داشت که هر خانه یک تولیدکننده درخت مصنوعی است. درختان از یک پرده نازک مخصوص ساخته شده‌اند که از چین یا تایلند وارد می‌شود. تمامی اعضای یک خانواده به‌طور کامل در تولید شرکت می‌کنند و درختان در سراسر لهستان فروخته می‌شوند و برخی از آنها به جمهوری چک و اسلواکی صادر می‌شوند.

## سودآوری

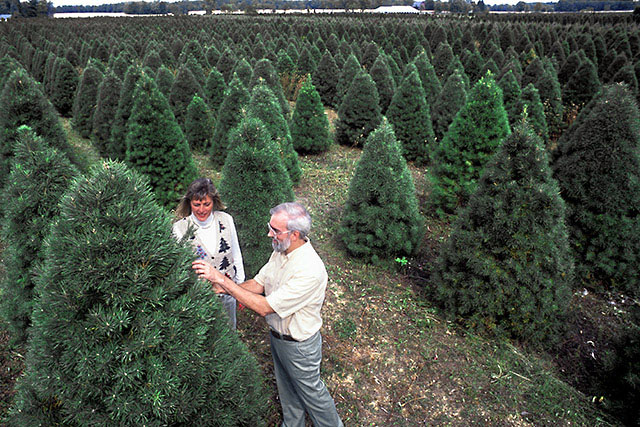
یک حشره‌شناس در مزرعه درخت کریسمس در نزدیکی لنسینگ شرقی، میشیگان کاج اسکاتلندی را برای وجود سوسک‌های شاخه‌ای کاج بررسی می‌کند.

یکی از جذابیت‌های مزارع درخت کریسمس برای تولیدکنندگان این است که می‌تواند راهی سودآور برای استفاده از زمین‌های کشاورزی با کیفیت پایین باشد، اگرچه این روند صنعتی در حال تغییر است. مزارع درخت کریسمس می‌توانند در کمتر از شش سال به سود خود برسند، و اگرچه مقداری سربار در تجهیزات و نیروی کار وجود دارد، تولید درخت کریسمس تنها به مقدار کمی سرمایه اولیه نیاز دارد. هر درخت از زمانی که به عنوان نهال کاشته می‌شود تا زمانی که به عنوان درخت کریسمس بالغ برداشت می‌شود، ۱۰ دلار برای صاحبان زمین هزینه دارد. این هزینه شامل هزینه‌های زمین و هزینه‌های انباشته شدن از طریق فرایند رشد می‌شود. در اوایل قرن بیست و یکم، کشاورزان درخت کریسمس معمولاً سالانه بین ۶۰۰ تا ۱۰۰۰ دلار به ازای هر هکتار درخت کاشته‌شده دریافت می‌کردند.